# Suki. Dakara Suki
Suki Dakara Suki (すきだからすき Suki Dakara Suki), conocido en España como "Me gusta porque me gusta" es un manga creado por CLAMP. Hinata Asahi (llamada Hina por sus amigas), es una chica alegre e infantil que adora los osos de peluche (al igual que en Akari Kamigishi). Vive sola, aunque, más tarde, su profesor se muda al lado: Shirou Asou, de quien ella se enamora y que parece corresponderle. Todo evoluciona cuando Shirou se enamora de Hinata y pasan muchas otras situaciones que hacen a Hinata madurar. 
La historia sin embargo no acaba en el final del manga sino que a través de diversos mangas de CLAMP se nos ilustra que paso con Hina y Shirou luego de su despedida. Por Gohou Drug se sabe que Hina se graduó y Shirou volvió con ella y el que Waka uno de los osos de peluche de Hinata este en la tienda de Yuko indica que le pidió a esta un deseo muy grande (probablemente que Shirou volviera) ya que eran los únicos recuerdos de su madre.
Los eventos de Suki Dakara Suki años después dieron lugar a Kobato, aquí Hina y Shirou ya son novios formales y pasean de vez en cuando por la ciudad.
Este manga está distribuido por Norma Editorial en España.

## Personajes
Hinata Asahi (旭ひなた Asahi Hinata?)Tiene 16 años. Le gusta que la llamen Hina. Es muy inteligente en su clase pero muy inocente e infantil. Hina decide vivir por su cuenta junto a sus osos de peluche: Waka y Tono. Ella toma esta decisión debido a la agenda llena de citas de su padre, quien no parece tener tiempo para ella. Hina se enamora de Shirou, quien aparece en Kobato junto a Touko y Emi comprando chocolates. También aparece en otra escena donde Kobato pierde su paraguas y Hina (al lado de Shirou, en una escena en la que se les muestra como novios) le presta el suyo.
Shirou Asou (麻生史郎 Asō Shirō?)Es un frío e indiferente profesor de 32 años. Se muda y llega a ser vecino de Hina. Irónicamente. Shirou recibe constantemente muchas indirectas obvias de Hina, pues se ha enamorado de él. Reconoce que ama a Hina pero no lo acepta por la gran diferencia de edades que existe entre ellos. Aparece en Kobato junto a Hina como novios.
Touko Shinohara (篠原燈子 Shinohara Tōko?)La mejor amiga de Hina desde la infancia, siempre cuida de ella. Descubre rápidamente los sentimientos de Hina hacia Shirou y viceversa. Muchos chicos andan tras ella. Aparece en Kobato junto a Hina y Emi comprando chocolates.
Emi Kishitani (岸谷笑 Kishitani Emi?)Otra amiga de Hina, es algo tomboy y siempre molesta a Hina por su actitud infantil. Su padre pide dinero prestado a integrantes de los yakuza, pero como no tiene cómo pagar, el padre de Emi secuestra a Hina para conseguir dinero. Hina es rescatada por Shirou. Hina pide a su padre dinero prestado para ayudar a Emi, haciéndose amigas. Aparece en Kobato junto a Hina y Touko comprando chocolates.
Tomoaki Namiya (奈宮智秋 Namiya Tomoaki?)Hina lo llama Tomo-kun. Tomo es un escritor de novelas eróticas e infantiles (donde los protagonistas son osos de peluche). Hina lo admira. Al final, escribe un libro llamado Suki, contando la historia de Hina y Shirou.
Masaya Kizu (祈津昌也 Kizu Masaya?)Amigo de Shirou desde la universidad. Es el guardaespaldas de Tomo, aunque en la historia no se aclaran las razones de su aparición. Se cree que por razones parecidas a las de Shirou.

## Cruces con otras series deCLAMP
- Los eventos de esta serie son años antes de los eventos de Kobato, pues se ve mucho a Hina y Shirou en Kobato.
- La escuela donde estudia Hina y enseña Shirou, la Outou High, es la misma de Gouhou Drug
- Waka, uno de los osos de peluche de Hina, aparece en la tienda de Yuuko en XXXHolic
- El famoso local de CLAMP, Piffle Princess, aparece también como un café que Tomo visita con frecuencia.

- Datos: Q425618